# Arche (architecture)
Pour les articles homonymes, voir Arche.
Ne doit pas être confondu avec Arc (architecture) ou Voûte.

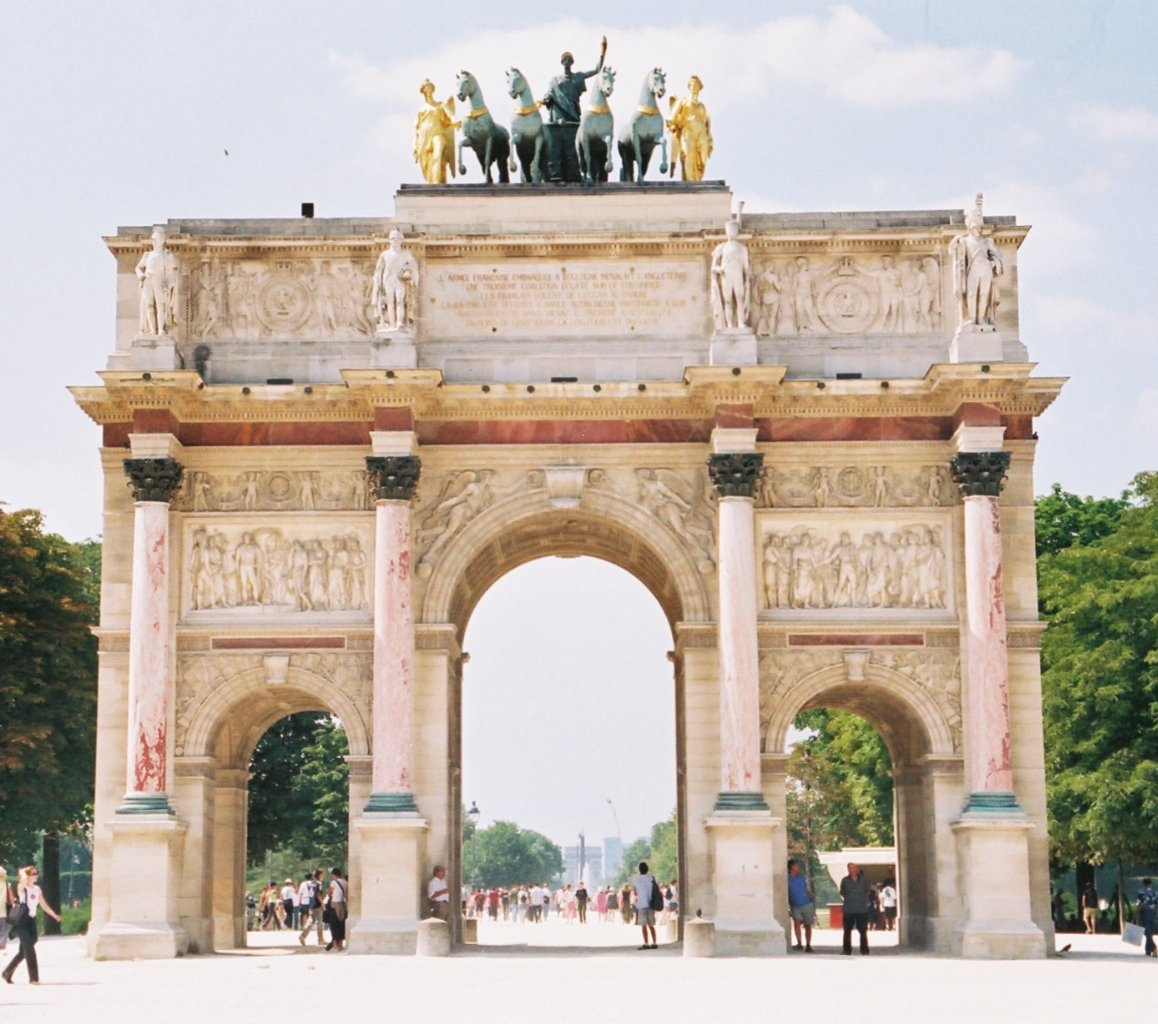
L'arc de triomphe du Carrousel à Paris.

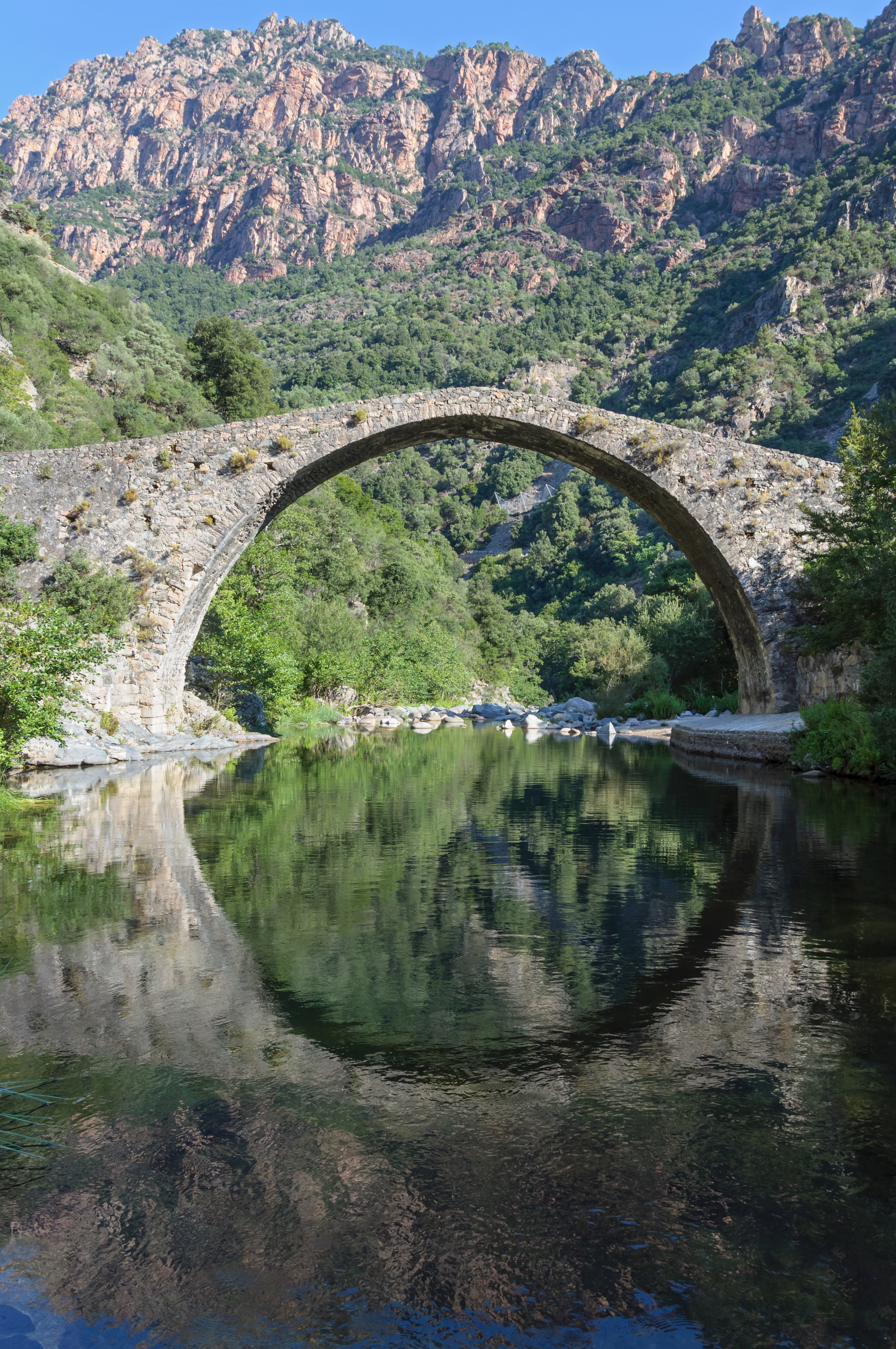
Arche en plein cintre du pont génois de Pianella à Ota (Corse-du-Sud).

Une arche est un élément architectural qui adopte une forme géométrique proche de l'arc. On dit aussi que c'est une voûte en arc.
L'arche en architecture désigne une structure incurvée capable d'enjamber un espace tout en soutenant un poids significatif. L'arche a été développée en Mésopotamie, en Assyrie, en Égypte et en Étrurie. Elle est d'abord utilisée dans les ponts, les portes et les fenêtres pour son côté pratique.
Puis l'arche est devenue une technique importante dans la construction de cathédrales et est toujours employée aujourd'hui dans certaines structures modernes.
Il ne faut pas confondre les termes de voûte ou d'arc. L'arc est un élément de structure, destiné à permettre un passage : porte, fenêtre, ou renforcement d'une structure (arc doubleau, ou arc-boutant), tandis que la voûte, basée sur le même principe, est la couverture d'un espace : nef d'une église, salle, etc.

## Arche décorative et commémorative
Dans la Rome antique, elle a fait l'objet d'un raffinement esthétique et avait une fonction commémorative. Ce modèle a été dupliqué à la Renaissance, puis au XIXe siècle, avec des versions modernes telles que l'arche de la Défense à Puteaux.
On dénombre trois arches commémoratives le long de l'axe historique qui traverse l'ouest de Paris et, en banlieue, une partie des Hauts-de-Seine :
- l'arc de triomphe du Carrousel ;
- l'arc de triomphe de l'Étoile ;
- l'arche de la Défense.